# 任國楨 (道光進士)
任國楨。甘肅武威人，清朝政治人物。中式道光二十三年（1843年）癸卯科舉人，二十七年（1847年）丁未科張之萬榜三甲第一百零四名進士，與名臣徐樹銘、李鴻章、沈葆楨等同榜。即用知縣。